# Józef Kurzeja (piłkarz)
Józef Kurzeja (ur. 13 marca 1948 w Dziewiętlicach) – polski piłkarz grający na pozycji pomocnika, trener, lekarz.

## Życiorys

### Młodość
Pochodzi z rodziny robotniczej. Ojciec Jan (zm. 1979) był kolejarzem, a matka Józefa (zm. 2009) była sprzedawczynią w sklepie spożywczym. Ma trójkę rodzeństwa: brata Stanisława (ur. 1946) – nauczyciela WF, siostry Janinę (ur. 1951) – ekonomistkę i Wandę (ur. 1956) – nauczycielkę jęz. francuskiego i jęz. polskiego. Natomiast sam Józef Kurzeja po zdaniu w 1965 roku matury podjął studia chemiczne w Wyższej Szkole Pedagogicznej w Opolu. W 1969 przeniósł się na studia medyczne: 1969-1971 Akademia Medyczna w Poznaniu, 1971-1973 Akademia Medyczna we Wrocławiu, 1973-1976 Akademia Medyczna w Katowicach.

### Kariera piłkarska
Rozpoczął karierę piłkarską w Sparcie Paczków zapisując się do tego klubu w wieku 13 lat, w 1961 roku na podstawie fałszywych danych osobowych (do klubu przyjmowano chłopców dopiero od 14. roku życia). W 1964 roku zadebiutował w seniorach klubu. W 1965 roku został piłkarzem Odry Opole. W 1965-66 był reprezentantem Polski juniorów. W ekstraklasie zadebiutował dnia 15 września 1965 roku w meczu z Zawiszą Bydgoszcz (1:2). W drużynie Niebiesko-Czerwonych występował do 1969 roku. Potem w latach 1969–1971 występował w Olimpii Poznań, następnie w Śląsku Wrocław w latach 1971–1973. Potem przeszedł do Górnika Zabrze grając razem w drużynie z m.in. Włodzimierzem Lubańskim, Jerzym Gorgoniem, Andrzejem Szarmachem, Zygfrydem Szołtysikiem. W klubie występował do 1979 roku i rozegrał w tym czasie 131 meczów i strzelił 7 goli. Potem wyjechał do Austrii grać w klubach: SV Heid Stockerau (1979-1980) i FC Sankt Veit (1980-1984). Karierę zakończył w 1984 roku. Po ukończeniu odpowiednich kursów organizowanych przez ÖFB (Austriacki Związek Piłki Nożnej) uzyskał licencję trenera i w tej funkcji prowadził w sezonie 85/86 II-ligowy SV St. Veit i w sezonie 86/87 I-ligowa Austrię Klagenfurt. Pod koniec lat 90., już W Niemczech, był trenerem 2. i krótko 1. drużyny Hohenlimburg 10 (Verbandsliga, 5-liga). Od 2004 roku w Polonii Hagen, najpierw jako trener i zawodnik, następnie jako prezes klubu.

### Kariera medyczna
Po zakończeniu kariery piłkarskiej krótki czas był trenerem niemieckich drużyn w niższych klasach, a także korespondentem zagranicznym „Sportu”. W czasie kariery pracował w szpitalu wojewódzkim (Landeskrankenhaus)  w Klagenfurt am Wörthersee. W 1988 roku wyjechał wraz z rodziną do Niemiec, gdzie pracował jako lekarz w klinice radioonkologicznej w Hagen. W 1992 roku objął funkcję zastępcy ordynatora, a od 2008 roku był ordynatorem (p.o.) swojej kliniki. Od 2010 roku jest ordynatorem Kliniki Radioterapii w EvK (Szpital Ewangeliczny) w Witten i prowadzi tutaj równocześnie Praktykę Radioterapeutyczną.

## Życie prywatne
Jest żonaty z Krystyną z d. Orłowską, która pochodzi z Piekar Śląskich i także jest lekarzem ze specjalizacją w zakresie radioterapii. Mają trójkę dzieci: dwie córki: Annę (ur. 1976) i Elżbietę (ur. 1987) oraz syna Pawła (ur. 1984).